# Август фон Бисмарк
Август фон Бисмарк (на немски: August/Augustus I von Bismarck; * 13 февруари 1611 в Шьонхаузен; † 2 февруари 1670 в Шьонхаузен) е благородник от линията „Бисмарк-Шьонхаузен“ от род фон Бисмарк в Алтмарк, Саксония-Анхалт. Той е курфюрстки бранденбургски хауптман и командант на крепост Пайтц, господар на Шьонхаузен, Фишбек, Бризт (1/2) и Домерслебен
Той е син на Валентин фон Бисмарк (1582 – 1620) и съпругата му Берта фон дер Асебург (1581 – 1642), дъщеря на Август фон дер Асебург-Фалкенщайн-Найндорф (1545 – 1604) и Елизабет фон Алвенслебен (1552 – 1609).
Август фон Бисмарк е погребан в селската църква в Шьонхаузен.
През началото на 18 век Бисмарките строят два двореца в Шьонхаузен. Ок. 1700 г. дворец I. е завършен и от 1729 г. дворец II. при син му Август II фон Бисмарк (1666 – 1732). Клонът Бисмарк-Шьонхаузен е издигнат на граф в Берлин на 16 септември 1865 г. Канцлерът княз Ото фон Бисмарк (1815 – 1898) е от тази линия.

## Фамилия
Август фон Бисмарк се жени на 22 ноември 1642 г. в Пайц за Хелена Елизабет фон Котвиц (* 12 ноември 1627, Требендорф; † 30 декември 1645, Пайц), дъщеря на Кристоф фон Котвиц и Елизабет фон Льобен. Те имат две дъщери:
- Хелена Елизабет фон Бисмарк (* 28 август 1643; † 27 юли 1694), омъжена 1666 г. за Фридрих фон Кате
- Анна София фон Бисмарк (1645 – 1705), омъжена 1671 г. за Александер III фон дер Шуленбург (1616 – 1681)

Август фон Бисмарк се жени втори път на 2 февруари 1648 г. в Бранденбург за Доротея Елизабет фон Кате (* 14 юли 1630, Вуст; † 7 януари 1663, Шьонхаузен), дъщеря на Хайнрих Кристоф фон Кате (1604 – 1665) и Урсула София фон Кате (1611 – 1670). Те имат шест деца (1 син и 5 дъщери), между тях:
- Лудолф IX фон Бисмарк (* 20 септември 1655; † 25 февруари 1691), домхер в Шьонхаузен и Фишбек

Август фон Бисмарк се жени трети път на 13 февруари 1664 г. в Тангермюнде за Фредика София фон Мьолендорф (* 13 февруари 1644; † 9 ноември 1698, Шьонхаузен), дъщеря на Фридрих фон Мьолендорф († 1665) и Урсула Сабина фон Залдерн (* ок. 1600). Те имат четири деца, между тях:
- Август II фон Бисмарк (1666 – 1732), женен на 24 април 1694 г. в Шьонхаузен за Доротея София фон Кате (1669 – 1719); имат 4 сина

## Галерия
- Дворец Шьонхаузен I., родната къща на Ото фон Бисмарк (1958 съборен от ГДР)
- Дворец Шьонхаузен II. (запазен)